# Neutrodiaptomus tungkwanensis
Neutrodiaptomus tungkwanensis is een eenoogkreeftjessoort uit de familie van de Diaptomidae. De wetenschappelijke naam van de soort is voor het eerst geldig gepubliceerd in 1962 door Shen & Song.